# Hrabstwo Power
Hrabstwo Power (ang. Power County) – hrabstwo w stanie Idaho w Stanach Zjednoczonych. Obszar całkowity hrabstwa obejmuje powierzchnię 1442,60 mil2 (3736,32 km²). Według szacunków United States Census Bureau w roku 2009 miało 7734 mieszkańców. Jego siedzibą administracyjną jest American Falls.
Hrabstwo założono 30 stycznia 1913 r.

## Miejscowości
- Arbon Valley (CDP)
- American Falls
- Rockland